# Benz (bei Wismar)
Benz település Németországban, Mecklenburg-Elő-Pomeránia tartományban. Lakosainak száma 650 fő (2023. december 31.).

## Népesség
A település népességének változása:
| Lakosok száma | 619  | 639  | 637  | 660  | 660  | 650  |
|               | 2014 | 2017 | 2019 | 2021 | 2022 | 2023 |